# (19542) Lindperkins
(19542) Lindperkins (1999 JL27) – planetoida z pasa głównego asteroid okrążająca Słońce w ciągu 3,49 lat w średniej odległości 2,3 j.a. Odkryta 10 maja 1999 roku.